# Rekreacija
Rekreacija je korištenje vremena na neprofitabilni način koja na svojstven način obnavlja dušu i tijelo. Vikendom brojni ljudi provode vrijeme aktivnom ili pasivnom rekreacijom. U judeo-kršćanskoj i islamskoj kulturi sabat pada na vikend, a sabat je "dan odmora". Praznici su također često vrijeme za rekreaciju.
Mnoge aktivnosti mogu biti rekreacija: 
- trgovanje
- lov i ribolov
- putovanje
- korištenje interneta
- gledanje televizije
- šport